# 缠足

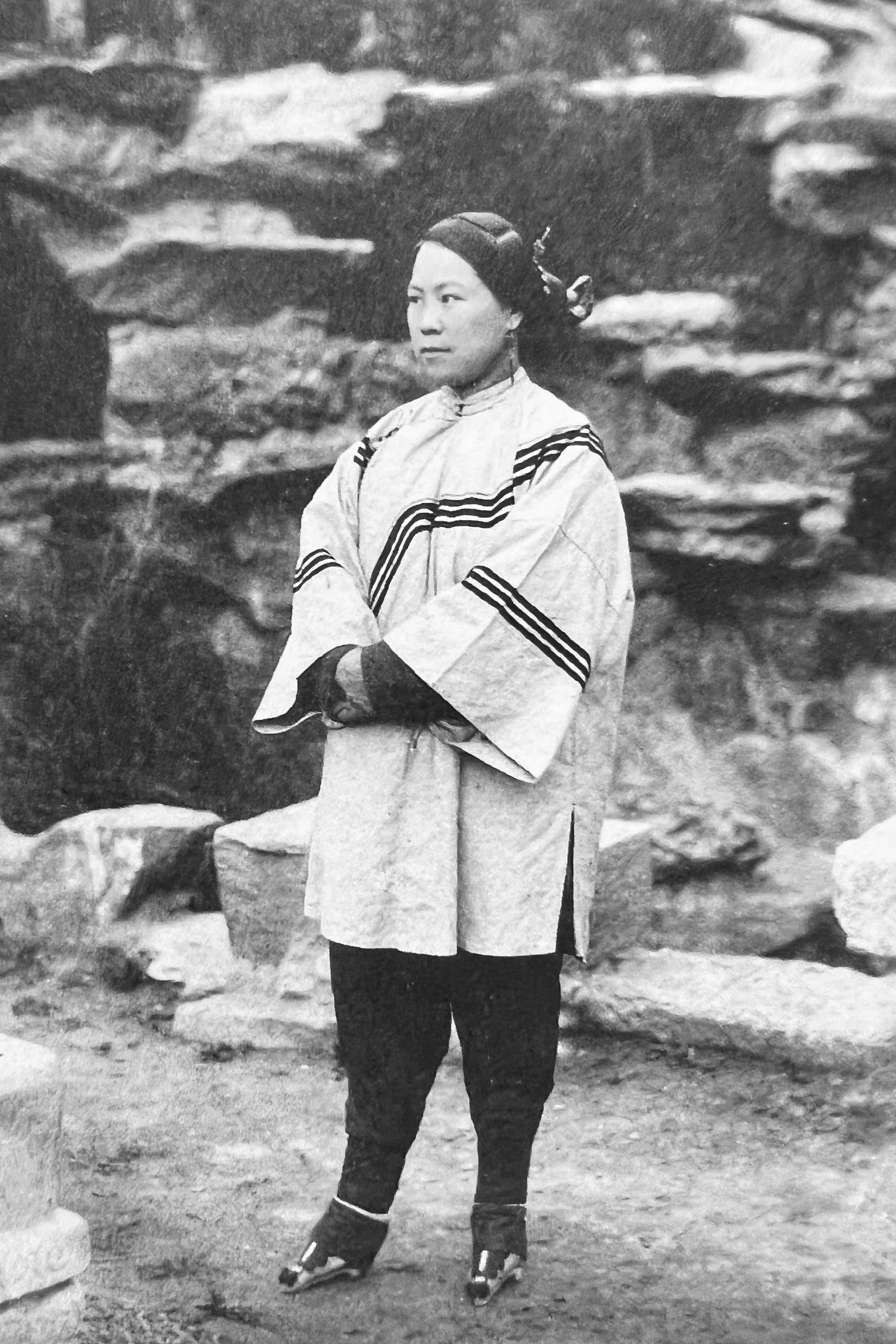
清末北京的一名汉族女性，缠足是当时普遍现象

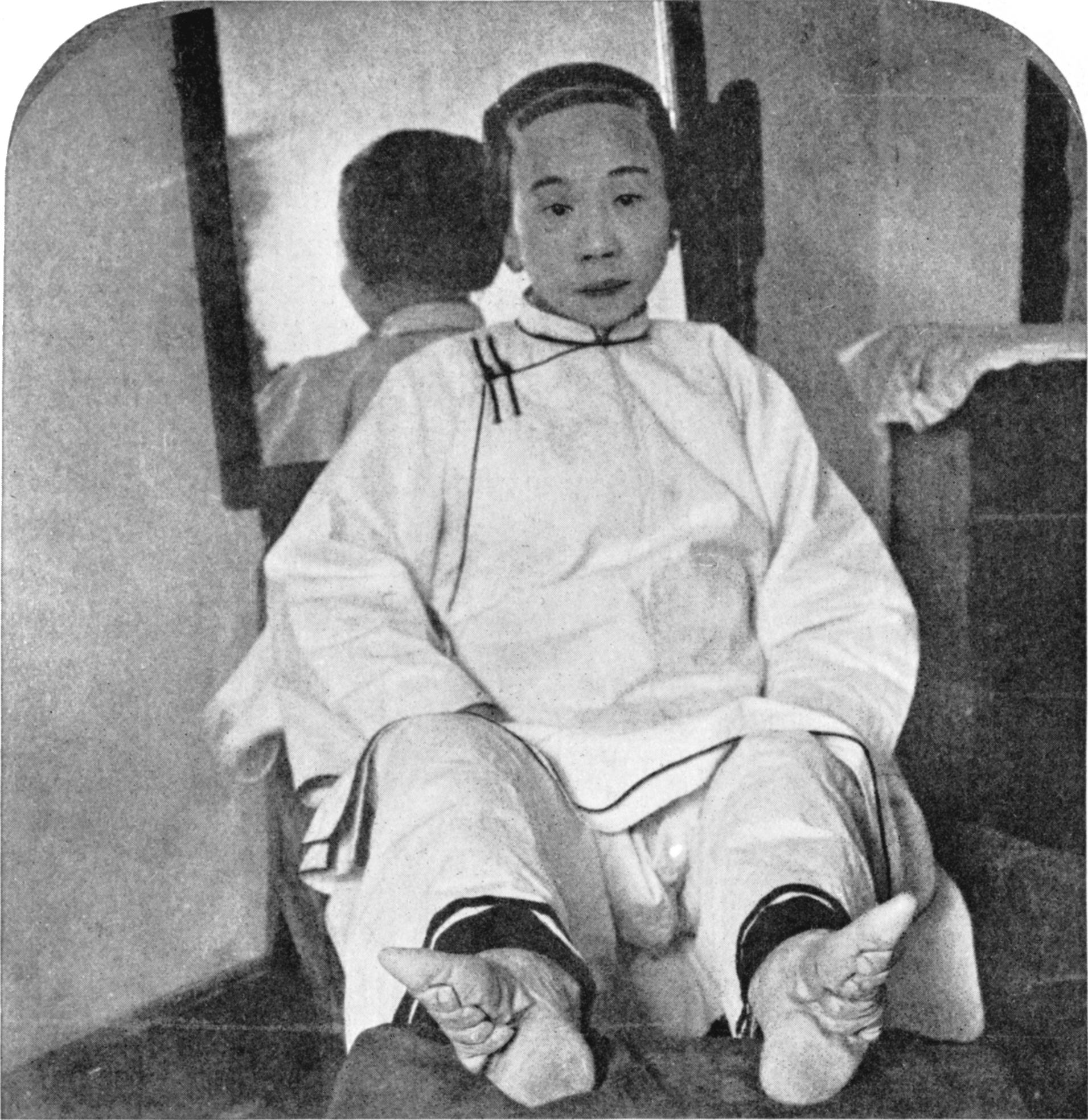
缠足女性

纏足，又称裹脚、纏小腳、裹小腳、縛跤（閩南）、紮脚（廣東），前現代漢人女性的一種習俗。具体始于何时何处不可考，仅知北宋已有纏足。此风俗至20世紀初逐渐消失。
惟认为宋代人以女子小腳為美，北宋元豐後是开始流行的时期。宋代的缠足是把脚裹得“纤直”但不弓弯。元代的缠足继续向纤小的方向发展。明代壓迫嚴重，女性的缠足之风进入兴盛时期，並要求足形弓弯，如江苏泰州明代刘湘夫妇合葬墓出土的花缎凤首尖足鞋、南昌明朝宁靖王朱奠培夫人吴氏墓出土的缎面弓鞋皆长20-23厘米左右，頭向上翹，穿上後顯得足形弓彎。清代缠足之风蔓延至社会各阶层的女子，還出现了“三寸金莲”之说，要求脚要小至三寸。清末民初時期，社會普遍認為缠足是陋习。清廷和民国政府亦主张废除此習俗，但缠足直到中华人民共和国成立後才彻底消失。二十一世紀初期，在華人社會仍能看到一些上年紀的缠足老婦。

## 起源
研究指出，缠足約起源於北宋。更早期的記載，大多很難斷定僅僅是對腳小女性的贊譽、描寫足部的裝飾，還是真的有實行纏腳。南宋周密傳說窅娘是纏足的始作俑者。一直要到宋代，才開始有較明確的纏足記載。根据高洪兴《缠足史》考证众多史料证明，缠足起源于北宋后期，缠足风俗兴起于南宋。 被称为“中国考古中发现的最早缠足女子”是江西德安周氏，下葬于南宋咸淳十年（1274年），尸身保存较完好，1988年发掘出土。还有福州茶园山南宋古墓，1986年发掘，墓主人夫妇的尸身保存完好。墓砖上印有“淳祐拾年（1250年）”铭记，可能比周氏年代还早些。可以看出，南宋时女子缠足，大脚趾是向上翘起的，是向上弯折的，肯定也会把脚趾掰断，极其残忍。1975年10月，福州浮仓山发现了一座南宋古墓。墓志铭说墓主叫黄升才16岁，出嫁不到一年就病逝了。丈夫是宗室之后，父亲黄朴是绍定二年状元。随葬有354件女孩子的日常衣物。 其中的女鞋六双，皆长不足15厘米，墓主还脚裹210厘米长 ，9厘米宽的布带。（见《黄升墓考古报告》）。史绳祖墓中出土的罗双双银鞋为弓形，长14厘米、宽4.5厘米、高6.7厘米，乃是古代缠足小鞋的实证。纏足最初流行於妓女之間，之後逐漸影響到中上階層的婦女。

## 興盛

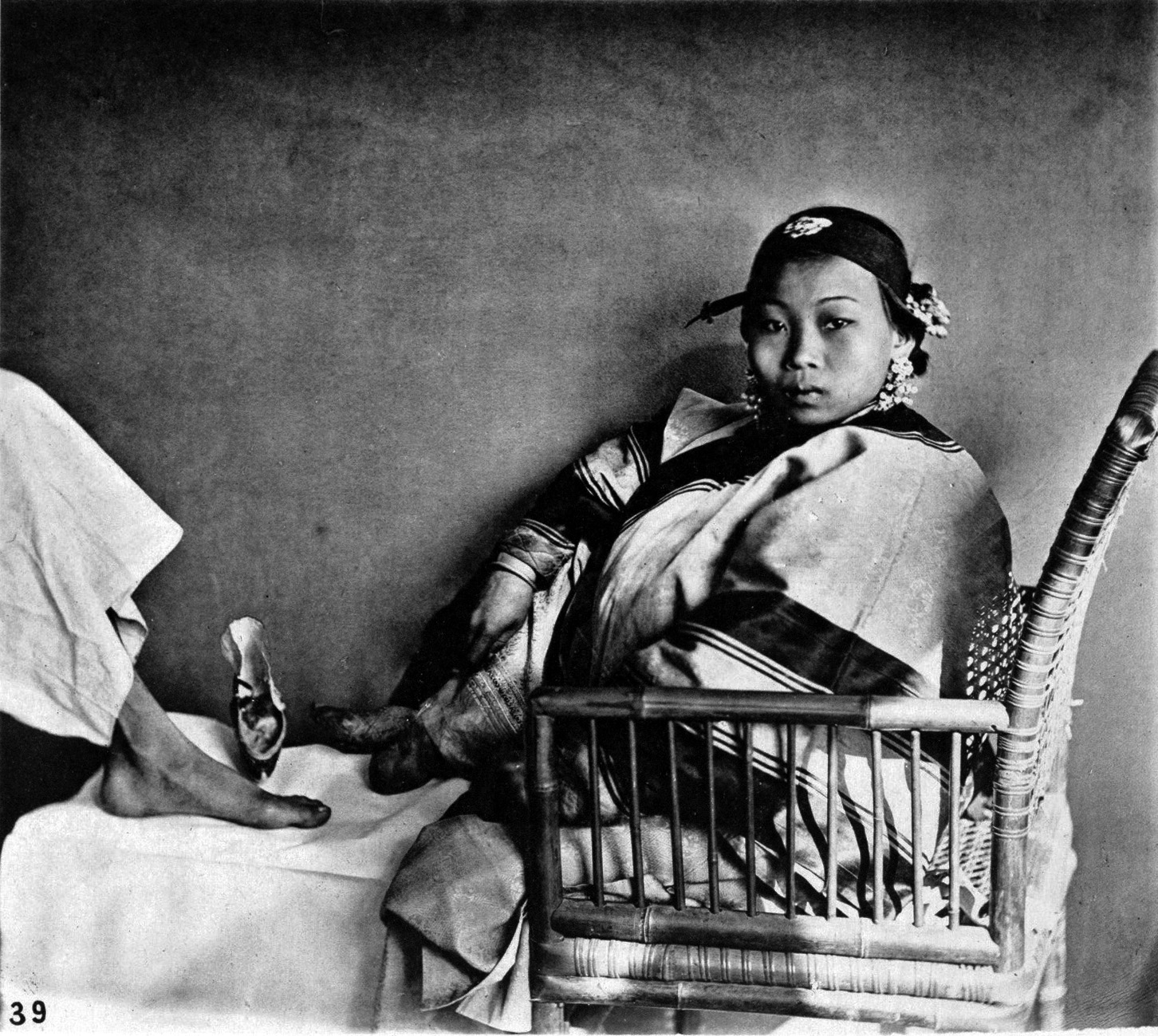
纏足與正常足對比，1871年到1872年间拍摄。

到明清時代，纏足逐漸普及於一般階層婦女，各地婦女幾乎都有纏足的風俗，明初文學家陶宗儀在其《輟耕錄》的“纏足”一節說到，“如熙寧元豐以前人猶為者少，近年則人人相效，以不為者為恥也”，可知明代纏足開始流行。清咸豐年間的紀錄“京師內城民女，不裹足者十居五六，鄉間不裹足者十居三四。”，甚至有男性為特定目的纏足的例子，明代成化年間淫棍桑冲為了勾引良家婦女竟男扮女相，“戴一发髻，妆妇人身首”，還把自己的腳也纏成小腳。但也有例外，明學者沈德符於《萬曆野获篇》中的記錄顯示明代宮廷內的宮女不會纏足。再者，例如部份客家人因婦女有務農、採茶的傳統，所以不纏足。而清代旗人也不可以纏足。另一方面，深受中華文化影響的日本、朝鮮半島和越南也不實行纏足。不过同治年间旗人福格的《风雨丛谈》記載道「见朝鲜人其足皆裹束甚瘦」。光绪初年，有人出使朝鲜，见也有裹小脚的，缠足三式：一曰「新月」，二曰「莲翘」，三曰「丑样」。虽语焉不详，但都来自中国。乾隆二十七年（1762年），新疆军民在昌吉筑宁边城，城周长三里许，墙高一丈五，东西南北设门。挖沟打地基，掘土五尺多深时 “得红癗丝绣花女鞋一，制作精致，尚未全朽 “纪晓岚闻讯大为惊奇 ，亲赴现场考核，“额鲁特女子不缠足，何以得作弓弯样，仅三寸许？”（《乌鲁木齐杂诗》）
| 地區 | 地區 | 地區                  | 描述                                                                                          |
| ---- | ---- | --------------------- | --------------------------------------------------------------------------------------------- |
| 江西 | 寧都 | 瑞金                  | - 清末，女子五六歲開始纏足。民國初年，女孩不再纏足。                                          |
| 江西 | 贛州 | 安遠                  | - 建國以前，女多用裹腳布。                                                                    |
| 江西 | 贛州 | 定南                  | - 民國以前，不少婦女纏小足。民國27年（1938年），纏足惡習開始廢除。                            |
| 福建 | 汀州 | 寧化 （客家宗族起源） | - 民國初年，女子尚有纏足。                                                                    |
| 福建 | 汀州 | 清流                  | - 民國以前，婦女纏足。 - 清代，女童12歲纏足，小足鞋前尖後圓。民國初年，鞋履更新，婦女始放足。 |
| 福建 | 汀州 | 長汀 （汀州府城所在） | - 小腳女人鞋尖而翹，僅四、五寸長。                                                            |

## 方式

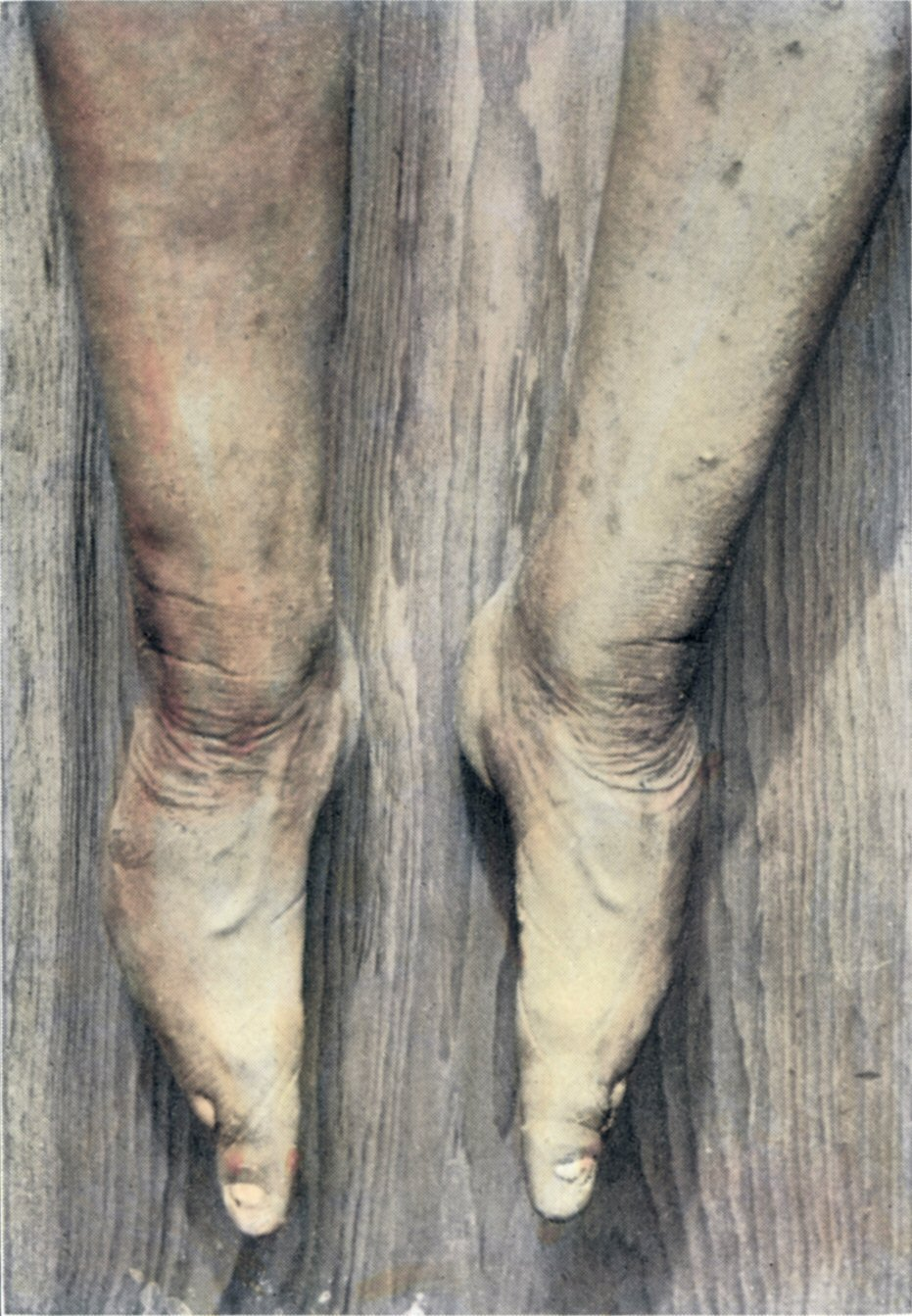
纏足

宋元侧缠（造成腳趾骨折或變形）， 痛苦和傷殘比較明清的少。明清折骨缠（腳底也會變形），明代宣氏墓发现的说唱词话（1471~1478）里，已经提及女性因为缠足不方便行走。明代墓葬，万历的两位皇后，缠足非常严重，万历一位皇后穿的鞋子，居然只有10.8厘米长，另一位13.5厘米。万历皇后的鞋子比例也非常有意思，脚脖子、脚后跟部位占比非常大，而前脚掌只有一点点。万历皇后的鞋型正好和鲁家山女尸的缠足脚型吻合。可见是一种缠足方式。上海出土明代女尸，脚也因缠足明显变形。该尸体在上海科技馆，身高1.57，只有双足因缠足发生明显变型。荆州鲁家山出土不腐明末清初女尸，尸体主人年龄六十多岁，可以见到其脚部缠足非常严重。和清朝缠足方式一样。明代陈实功所著《外科正宗》，记载了一个女性缠足致残的案例，侍女年十二岁，容貌颇通，新主嫌其脚大，用脚布任意缠紧，以线密缝其脚，胀痛不堪，诉主不听；至半月后流出臭水方解视之，其双足前半段尽皆黑腐，请视之，骨肉已死。田艺蘅《留青日札》，今之脚小者，香奁亵咏必曰笋芽、曰半叉。俚语则曰三寸三分。诚雅致也。若夫昔人所咏弓鞋，则弯转如弓，乃北方妇人之态；南人笑之曰翻头脚，亦曰揣船头。又其下品也，斯不足观矣。早在17世纪，缠足分为南北两种缠法。在南方，脚趾是直的，而在北方，除了大脚趾，脚趾都是在鞋底下弯曲的，使得足部更加不平稳。以下为折骨缠的方式：
一般而言，女孩子在5-8歲左右，便要開始纏足。纏足的工作，多由母親或熟習纏足方式的女僕實行。纏足时，除拇指外，其余四指下屈，并用长布包裹，用针线缝住。《夜雨秋燈錄》稱：“人間最慘的事，莫如女子纏足聲，主之督婢，鴇之叱雛，慘尤甚焉。”
正式纏足通常在秋天進行，因為漸漸轉涼的天氣這可以減輕纏足所帶的痛苦。纏足的第一個階段稱試纏。纏足前需預備好各種用具，如纏足布、棉花、針線等。接受纏足的女孩先坐在椅上，雙腳用熱水洗淨，置於膝頭，趁腳還溫熱，將大拇指外的其他四趾，向腳底扳曲，且在趾間縫邊，灑上明礬粉，使皮膚收斂，縛緊後，亦可防止發炎與化膿。接著，以八呎至十呎長的纏足布緊纏，再用針線密密縫合固定。最後套上一雙尖頭布鞋，第一個階段便告一段落。
然後便進入試緊這一階段。這是最難熬的階段，費時約半年，也就是加強緊縛的階段。這時要把腳每三天拆開一次，經消毒後，得將四個彎曲的腳趾(大拇趾除外)，再用力壓向腳心內側，每一次都要把腳趾多用力腳心壓下一些，且要求少女下床走動，走動全身重量皆壓在內彎的八個趾頭，和用力扭傷的關節，易長雞眼、發熱、紅腫。白天即痛得寸步難行，夜晚雙腳悶在被子裡，在又痛又熱情況下，更是難受。有時，因消毒不小心抓破皮，導致一片血肉糢糊。這段日子得持續至腫消，趾頭已近乎自然彎近腳底，腳型裹尖，才可進行下一階段。
第三階段為緊纏，要將整個腳掌的腳骨，用力扭折，使其成為彎弓拱狀。在這個階段中，腳部的肌肉己慢慢萎縮，腳背壞死的皮膚開始脫落，一段時間的出血、化膿、潰爛，壓腳下的足趾廢掉，嚴重時小腳趾會因潰爛而脫落。
最後一個階段是裹彎，費時約半年左右。這階段就是讓腳背高高隆起呈弓型，腳底則深深凹入，纏完後洼口，可達四厘米深，俗稱「折腰」，狀似拱橋。期間不僅要用纏腳布、小鞋束縛其足，還要用竹箸象打石膏一樣固定。這樣便能成為一雙「弓足」了。

## 社會文化背景

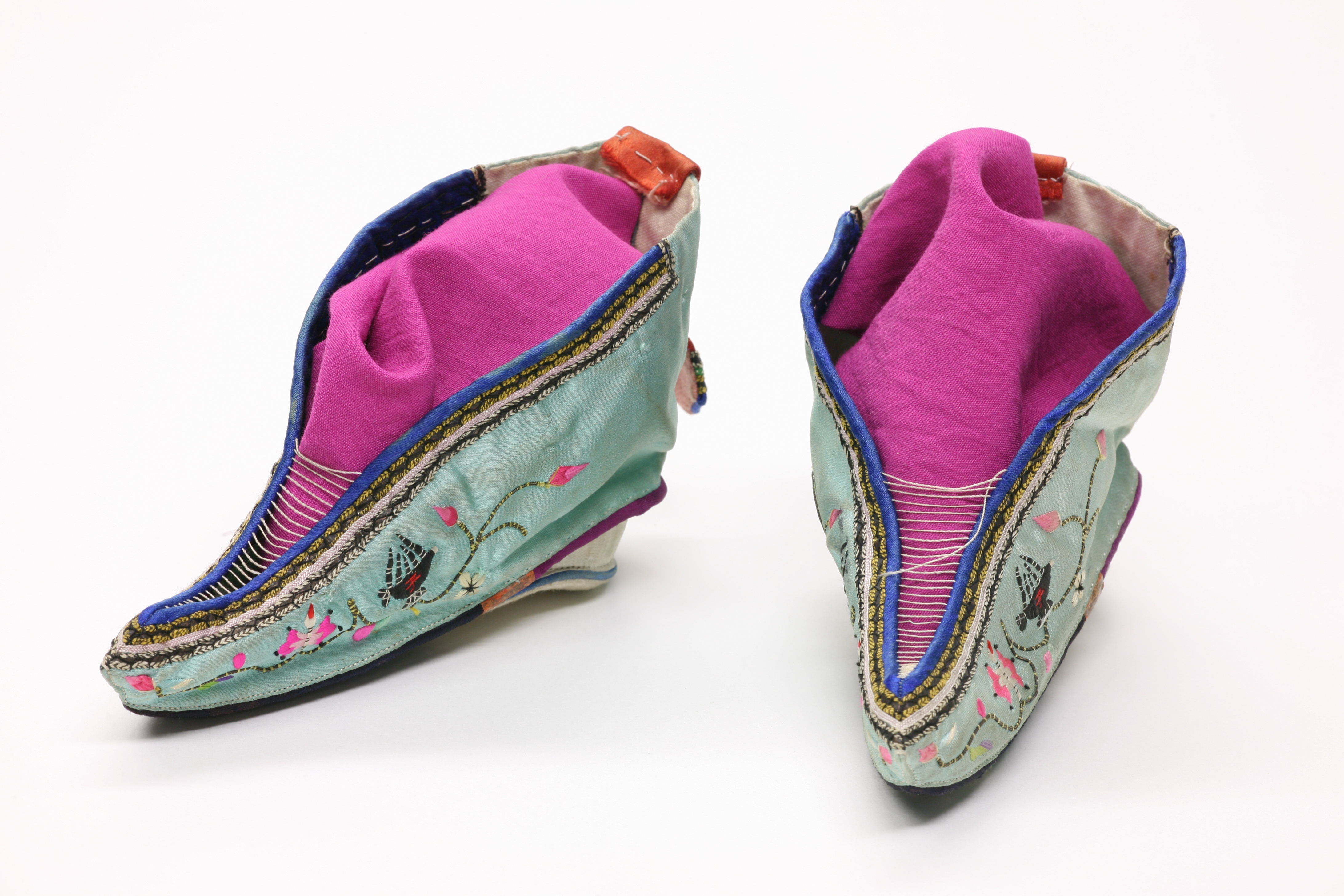
「三寸金蓮」所穿的弓鞋

纏足尤其是折骨缠的产生，有許多社會文化上的因素，包括：
- 審美：對男性來說，小腳具有性的吸引力。例如「三寸金蓮」一詞代表讚美女性腳美的名詞。而四寸之內被稱為“銀蓮”，大於四寸者則稱為“鐵蓮”，可見崇尚小腳的程度。[21]關於對小腳的審美，最著名的小腳審美著作，是清代方絢的《香蓮品藻》[22]，把女性的小腳，從形狀、尺寸、裝飾、氣味等角度來作分類品評，又有「香蓮四忌」說，「行忌翹趾，立忌企踵，坐忌蕩裙，臥忌顫足」。辜鴻銘對小腳有嗜癖，酷嗜嗅女人小腳。
- 恋足、性感帶：据说，由于缠足后行走困难，恰恰锻炼了阴道周围的肌肉，防止阴道松弛，甚至保持处女阴道般的收紧状态[23]。

女性平時絕不裸足，對男性而言可窺見其私密之處，亦有類似恋足兴趣。清朝的文人李漁在其《閒情偶寄》中發表，裹腳的最高目的就為了滿足性慾。由於小腳「香豔欲絕」，玩弄起來足以使人「魂銷千古」，玩弄方法達48種之多，包括：聞、吸、舔、咬、搔、捏及推等。在中國古代，腳為女人除了陰部及乳房外，第三「性器官」。在明、清小說中就有「羅襪一彎，金蓮三寸，是砌墳時破土的鍬鋤」之說法，甚至乎，穿在小腳上的繡鞋也被賦予了性內涵。

## 反對及結束
中國很早就有不同於世俗讚揚纏足的有識之士提出不同見解，但成效不大。宋代车若水在其《腳氣集》裡對此提出質疑：“夫人纏足，不知始於何時？小兒未四五歲，無罪無辜，而使之受無限之苦：纏得小柬，不知何用？”
余英時在其文《民主、人權與儒家文化》中指出，「正如狄百瑞说的那样：『纏足经常被当作显示儒学残忍、扭曲、男权至上的罪恶习标志。』但实际上正如他清楚地阐明，这种侵犯女人权的极端形式与儒学、佛教均毫无关系。」理学的创立者程颐的所有后代，直到元代都忠实沿袭不缠足的家族传统。
滿洲人沒有接受漢人的纏足風俗。崇德三年（1638年），清太宗下令禁止婦女「束髮裹足」。順治十七年，規定有抗旨纏足者，其夫或父杖八十，流三千里。康熙三年再申前令，但沒有認真執行。有清一代，旗人始終沒有纏足。漢人則认为缠足乃汉人民俗，刻意保留，所謂男降女不降，而婦女纏足比以前更甚。

### 放足
清朝中後期的太平天國推行反纏足，但最後未能成功。到了清朝末期，由于在华传教士们的积极推动，纏足被當時的知識分子們，視為中國社會落後的象徵之一，並認為纏足造成中國婦女的羸弱，進而影響到整個民族及國家的力量，因此開始推行反纏足運動，成立許多天足會。維新運動創始人之一的康有為寫了一篇《戒纏足會檄》，在女兒到了纏足的年齡後拒絕為其纏足，遭到了家鄉人的強烈反對，但他仍堅持不給女兒纏足，成為近代反纏足運動中的一段佳話。此後，康有為的女兒還曾陪他到西方遊歷考察。
1902年2月初，慈禧太后颁布劝戒缠足懿旨上谕，並說：“汉人妇女，率多缠足，由来已久，有伤造物之和。务当婉切劝导，以期渐除积习。”由于清廷的公开提倡，晚清社会的“不缠足”运动蓬勃发展，这才使得那些饱受缠足戕害的女性同胞得以解放。河北、天津都成立了中国人自己创办的不缠足会。
1912年3月13日，中華民國臨時大總統孫中山下令禁止纏足。至此，中國大陸的纏足風俗開始從沿海大城市消失，並逐漸影響到內陸地區。但放足運動也受到不小的嘲弄。1929年國民政府又发布“放足布告”，派有专员督查落实。姚靈犀重要著作《采菲錄》六冊，是至今為止整理彙編纏足史料最為齊全的著作。直到中华人民共和国成立后缠足风俗才彻底消失。最后一起可查询的缠足发生在1957年。距雲南省昆明市以南一百四十公里的通海縣六一村被稱為「中國最後的小腳部落」，至2004年此地有二十二位纏足的小腳老太太。位于哈尔滨的中国大陸最后一家制造小脚鞋的工厂于1999年11月关闭。
台灣的纏足風俗在日據時期，與鴉片、薙髮並列三大傳統陋習。台灣總督府嚴格取締纏足風氣，並且在戶口調查中記載本島籍女性纏足情況。大正年间的臺灣人口普查数据显示，汉族女性中，六成福佬女性纏足，客家女性缠足者不足百分之一。當時臺灣成立許多「天足會」（如台北天然足會），鼓勵婦女遺棄舊習，一時成為風尚。1906年梅山地震女性死亡比例比男性高很多，為了地震逃命，長輩開始同意家中小女孩不用纏足，廢除婦女纏足的政策得以順利推行。

## 對身體的影響

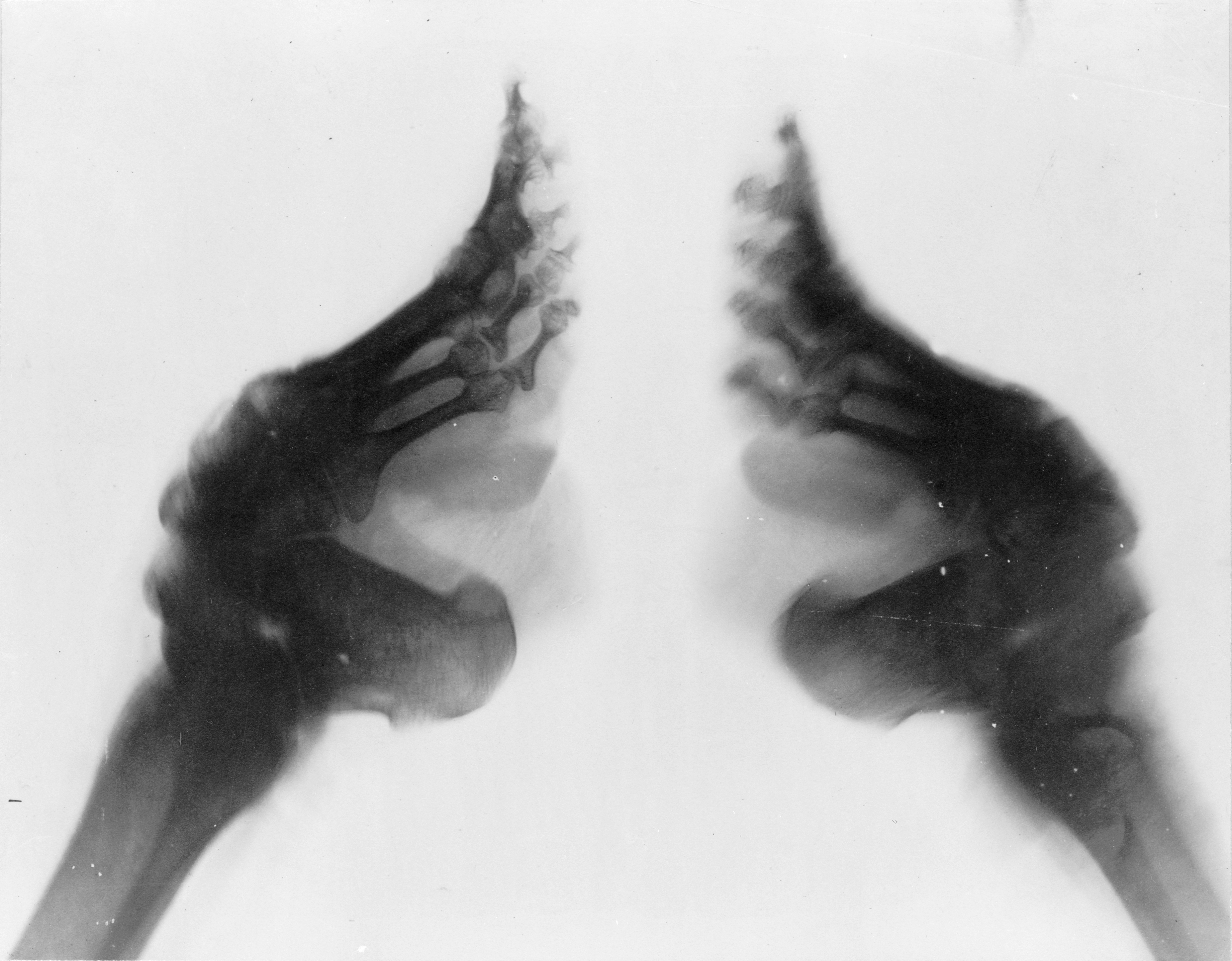
X光照出來的小腳形狀

缠足对妇女们最直接的影响是使她们的小腳趾畸形。研究发现，缠足的女性一生中会面临各种健康问题，包括感染、失去脚趾、行动不便、行走时疼痛以及年老时摔倒导致骨折的几率更高。在西部，妇女们的脚都裹得像蹄子一样小；北方的劳动妇女因为脚下站不稳，只能跪在厚厚的黑土地上劳作。

## 戏剧中的形象
中国戏曲中特有的技能——跷功，演员穿上特制的跷鞋用以模仿小脚女性。

## 外部連結
- . （原始内容存档于2007-11-30） （中文（臺灣））.
- . （原始内容存档于2008-09-06） （中文（香港））.
- . 南方都市报. 2010年11月26日 星期五  [2013年3月15日]. （原始内容存档于2015年5月10日） （中文（中国大陆））.
- 陳存仁. .   [2013-03-15]. （原始内容存档于2021-01-14） （中文（繁體））.
- 見證中國的可怕歷史：最後的纏足女性言人文化
- 天津蓟县桃花园墓地明清时期缠足女性足骨的形态观察